# Гегприфти, Ламби
Ламби Гегприфти (алб. Llambi Gegprifti; 14 февраля 1942, Подгожан) — албанский политический и государственный деятель, кандидат в члены Политбюро ЦК АПТ, глава администрации Тираны и член правительства НСРА в 1970—1980-х. После падения коммунистического режима приговорён к тюремному заключению. Освобождён в результате беспорядков 1997.

## Инженер-коммунист
Родился в крестьянской семье албано-македонского происхождения из округа Поградец. Изучал геологию в Тиранском университете. После окончания учёбы работал горным инженером на шахтах, затем — директором рудника хромовой руды в Булькизе.
Ламби Гегприфти был убеждённым сторонником Энвера Ходжи и его режима. C 1964 состоял в правящей Албанской партии труда (АПТ). На VI съезде АПТ в 1971 утверждён кандидатом в члены ЦК, на VII съезде в 1976 — членом ЦК АПТ.

## Политическая карьера

### Период Ходжи
В 1974, в ходе очередной партийной чистки, были сняты с должностей, арестованы Сигурими и впоследствии казнены ведущие военачальники Албании, в том числе министр обороны НРА Бекир Балуку и его заместитель Петрит Думе. Заместителем нового министра обороны Мехмета Шеху был назначен партийный технократ Ламби Гегприфти. Это назначение было воспринято как признак усилившейся борьбы за власть и усиление новой генерации партийно-государственной номенклатуры. На фоне арестов и казней таких ветеранов АПТ, как Бекир Балуку или Абдюль Келези, укрепляли позиции более молодые Ламби Гегприфти, Хекуран Исаи, Ленка Чуко, Мухо Аслани, Пали Миска, Кирьяко Михали. Возвышение этой группы наблюдатели связывали с очередным зигзагом в политике Энвера Ходжи — разрывом с КНР (Балуку и Келези были сторонниками албано-китайского союза).
В 1976—1991 Ламби Гегприфти — кандидат в члены Политбюро ЦК АПТ. В 1978 был избран депутатом Народного собрания НСРА. 1970-е годы рассматривались как период стремительного карьерного подъёма Гегприфти. Он считался потенциальным преемником Шеху на посту министра обороны, однако такое назначение всё же не состоялось.
В январе 1982, после самоубийства премьер-министра Мехмета Шеху, Ламби Гегприфти был назначен министром промышленности и горнодобычи НСРА в правительстве Адиля Чарчани. Однако в ноябре того же года, после ареста министра обороны Кадри Хазбиу (впоследствии казнён), Гегприфти был понижен в должности и назначен директором тракторного завода «Энвер Ходжа» в Тиране.

### Период Алии
Возвращение Ламби Гегприфти на высокие административные посты произошло в 1986, после смерти Энвера Ходжи, когда первым секретарём ЦК АПТ стал Рамиз Алия. В 1986—1987 Гегприфти занимал пост председателя исполкома Народного совета Тираны — должность, эквивалентная мэру албанской столицы. В феврале 1987 вновь назначен министром промышленности и горнодобычи. В феврале 1989 снят с министерского поста, вернулся на должность председателя исполкома Тираны и занимал её до 1990. Эта кадровая перестановка, инициированная Алией, рассматривалась как понижение, связанное с неэффективностью экономической политики.
В 1989 году Гегприфти участвовал в переговорах с представителями балканских государств о налаживании торгово-экономических связей — с целью преодоление изоляции, в которой пребывала Албания.
В 1990 в Албании начались массовые антикоммунистические протесты, завершившиеся падением режима. Ламби Гегприфти принадлежал к фракции последовательных ходжаистов, сторонников жёсткой линии (наряду с Исаи, Аслани, Чуко). Это не соответствовало политическим манёврам Рамиза Алии. На Х съезде АПТ в июне 1991 Гегприфти был выведен из состава ЦК. В создании и деятельности Социалистической партии Албании участия не принимал.

## Суды и приговоры
В 1993 Ламби Гегприфти был арестован и предан суду по обвинению в злоупотреблении властью. Среди подсудимых на процессе были также Бесник Бектеши, Хайредин Челику, Прокоп Мурра, Пали Миска, Ленка Чуко, Мухо Аслани, Фото Чами. Гегприфти был признан виновным и приговорён к 8 годам тюремного заключения.
В 1996 Ламби Гегприфти, как бывший мэр Тираны, повторно осуждён окружным судом Тираны — на этот раз за преступления против человечности, совершенные при правлении коммунистов. Вместе с ним были осуждены Ленка Чуко, Шкельким Байрактари, Назми Доми, Ираклий Веро, Веиз Хадери, Сулейман Абази, Идайет Бекири, Агафон Тафа — все бывшие региональные партийные и государственные администраторы.

## Выход из тюрьмы
В 1997 в Албании вспыхнули массовые беспорядки, направленные против правительства Демократической партии. Результатом стало не только падение кабинета Александера Мекси и отставка президента Сали Бериши, но и амнистия осуждённым функционерам АПТ. Среди других был освобождён и Ламби Гегприфти.
После освобождения Ламби Гегприфти ведёт частную жизнь, в политике не участвует. Гегприфти женат, имеет дочь.